# CSKA Moscou (voleibol feminino)
O Voleibolni Klub CSKA (em russo: "женский волейбольный клуб ЦСКА") foi um clube de voleibol da cidade de Moscou

## Histórico
A departamento de vôlei do `(Central′nyj Dom Krasnoj Armii ) CDKA foi fundada em 1936e no ano de 1938 e desde 1957 participou dos campeonatos da ex-URSS, participou do primeiro campeonato de vôlei da URSS entre os times de clubes e conquistou o terceiro lugar e 19 anos, os jogadores de vôlei do exército não participaram de todos os campeonatos da União, limitando-se a se apresentar em torneios republicanos e da cidade de Moscou.
Em 1957, o time do exército da capital feminina fez sua segunda estreia no campeonato da URSS (quinto lugar). Desde então, o CSKA feminino é uma das equipes mais fortes da URSS. Por 35 anos de participação nos campeonatos de vôlei da União, ele se sagrou 6 vezes campeão e mais 11 vezes conquistou as medalhas de prata e bronze do campeonato da URSS . O maior sucesso para os jogadores de vôlei do exército foi a 2ª metade da década de 1960 (1965-1969), quando, sob a orientação do técnico Miron Viner (liderou o time de 1957 a 1981), o CSKA conquistou o campeonato aliado por 4 vezes consecutivas , venceu duas vezes a Liga dos Campeões Europeus e mais 2 vezes disputou a final do principal torneio europeu de clubes.
Na primeira metade da década de 1970, o Dínamo de Moscou sob a liderança do destacado técnico Givi Akhvlediani avançou para os cargos de liderança no voleibol feminino aliado. Mas o CSKA também não ficou nas sombras, tendo conquistado quatro vezes as medalhas do campeonato da URSS de 1972 a 1977, incluindo o ouro em 1974, e também conquistado a Copa da URSS em 1972.
Na segunda metade da década de 1970, uma nova força formidável apareceu no vôlei feminino soviético - o Sverdlovsk "Uralochka" liderado por Nikolai Karpol , que só perdeu o título do campeonato três vezes desde 1977, incluindo o time do exército de Moscou em 1985. No ano anterior, conquistou a Copa da URSS, e em 1986 obteve a Copa dos Campeões da Europa. Essas conquistas chegaram à equipe sob a orientação do técnico Valery Kliger. Depois disso, apenas duas vezes o CSKA conseguiu se tornar o vencedor do All-Union Championship  - "prata" em 1987 e "bronze" em 1988 . Para as últimas medalhas em Campeonato da URSS, a equipe era comandada pelo técnico Viktor Borshch . Além disso, em 1988 , o CSKA conquistou a Copa CEV, depois passou por uma crise, cujo resultado foi a queda para as últimas posições - sexto, décimo primeiro e sétimo lugares em 1989, 1990 e 1991, respectivamente.
Sob a liderança do técnico Leonid Zaiko (liderou a equipe em 1990-2005), o CSKA conquistou a medalha de bronze do primeiro campeonato russo de vôlei feminino em 1992 . E no futuro, em um confronto acirrado principalmente com dois Uralochkas (Uralochka e sua subsidiária Uraltransbank), a equipe do período de 1993 a 2000 apenas uma vez não chegou ao número de vencedores do campeonato russo . Além disso, em 1998 , o CSKA conquistou a Taça das Taças., repetindo o sucesso nesta competição europeia de clubes há 10 anos. De referir que esta vitória manteve-se até 2014 como a última vitória na Liga dos Campeões Europeus.
Com o início do século XXI, os resultados do CSKA começaram a declinar. Muitos jogadores importantes (Olga Potashova, Elena Konstantinova, Anastasia Gorbacheva, Natalia Vdovina, Marina e Svetlana Ivanova) deixaram o time. Novas realidades surgiram no vôlei feminino russo, principalmente financeiras. Novas equipes ambiciosas surgiram em várias regiões da Rússia. Tudo isso fez com que o CSKA perdesse a liderança do campeonato russo. Uma subida de curta duração em 2007 , quando uma equipa comandada pelo treinador Valery Losev conseguiu conquistar a “prata” do campeonato russo e chegar às finais da Taça da Rússia e da Taça CEV Top Teamsacabou sendo apenas um episódio. Na temporada seguinte, o CSKA conquistou apenas o 9º lugar no campeonato e, no verão de 2008, foi anunciado que o clube de vôlei feminino do CSKA foi encerrado e o time dissolvido.
No total, no âmbito da Superliga do Campeonato Russo, a equipe do CSKA disputou 309 partidas, das quais venceu 171, perdeu 138 com uma proporção de jogos de 634:552. Algumas atletas de destaque: Antonina Yashina-Volodina, Tamara Bubchikova, Galina Chesnokova, Antonina Ryzhova, Tamara Tikhonina, Valentina Kamenyok-Vinogradova, Ninel Lukanina, Tatyana Rodionova-Roshchina, Tatyana Ponyaeva-Tretyakova, Lyudmila Prokoshina-Chernyshova, Galina Myachina, Lyubov Timofeeva-Kozyreva, Tatiana Cherkasova, Svetlana Badulina-Safronova, Diana Kachalova, Marina Kumysh, Tatyana Sidorenko, Yuliya Saltsevich, Marina Kiryakova e Natalya Shigina.Entre as mais famosoas esteve no clube Lyubov Sokolova.
No Campeonato Russo de 2008, disputou 20 partidas, das quais venceu 10 e perdeu o mesmo número. A proporção de partidos é 42:39 com o nono lugar obtido lugar, no elenco: levantadoras - Tatyana Svirina (18), Irina Ivanova (9); central - Anastasia Shmeleva (20), Elena Murtazaeva (16), Yulia Ilyina (14); atacantes - Olga Bukreeva (20), Elena Guskova (20), Natalia Kurnosova (17), Tina Lipitser-Mamets (16), Olga Mustafayeva (16); Líbero - Anelia Pashina (20).. Na teemporada 2008–2009, antes do início da temporada, foi anunciado que o ZhVK CSKA havia deixado de operar e o time foi dissolvido. Quase todos os jogadores de vôlei se mudaram para outros clubes - Shmelev para Zarechye-Odintsovo , Murtazaev e Bukreeva para o Dínamo-Yantar , Kurnosov para a Usina Nuclear de Balakovo , Ivanov para o Dínamo Kazan, Svirin, Guskov e Ilyin - para Serpukhov Nadezhda . Os legionários da seleção eslovena Lipitser-Mamets e da búlgara Pashina voltaram para seus países. O técnico do CSKA, Valery Losev, assumiu o comando do Dínamo de Moscou..

## Títulos conquistados
Mundial de Clubes
 Liga dos Campeões
- Campeão:1965-66, 1966-67, 1985-86
- Finalista:1967-68, 1968-69

 Copa CEV 
- Campeão:1972-73, 1973-74, 1987-88, 1997-98
- Finalista:1974-75, 2006-2007
- Terceiro posto:1988-89, 1995-96, 1996-97

 Top Volley
- Campeão:1998 (Dezembro)
- Finalista:1995

 Campeonato Soviético
- Campeão:1965, 1966, 1968, 1969, 1974, 1985
- Finalista: 1938, 1962, 1972, 1973, 1977, 1979, 1982, 1987
- Terceiro posto:1958, 1975, 1980, 1988

 Copa da União Soviética
- Campeão:1972, 1984

 Campeonato Russo
- Campeão:1994, 1995, 1996, 1997, 2007
- Finalista:1992, 1993, 1998, 2000

 Copa da Rússia 
- Campeão:1998, 2001, 2005